# Nicolò Sciacca
Nicolò Salvatore Sciacca (Marsala, 24 novembre 1968) è un allenatore di calcio ed ex calciatore italiano, di ruolo centrocampista.

## Carriera

### Club
Cresciuto nelle file di Marsala e Napoli, nella stagione 1986-1987 ha militato nelle file del Venezia, collezionando 2 presenze. Nella stagione successiva si è trasferito al Trapani. Dopo una prima stagione nelle file dei granata in cui ha collezionato 8 presenze in campionato, nel 1988 è passato al Partinicaudace, club militante in Interregionale. Impiegato come titolare, ha totalizzato 33 presenze e 5 reti in neroverde. Rientrato al Trapani nel 1989, vi ha militato per tre stagioni, totalizzando 11 reti in 75 presenze. Nel 1992 è passato al Foggia, in Serie A. Il debutto in massima serie è avvenuto il 27 settembre 1992, in Foggia-Udinese (1-0). Ha messo a segno la sua prima rete in Serie A il 18 aprile 1993, in Pescara-Foggia (2-4), siglando il gol del momentaneo 0-2 al minuto 28 del primo tempo. Ha militato nelle file del Foggia per quattro stagioni, totalizzando 9 reti in 88 presenze in campionato. Nel 1996 è passato alla Reggiana. Ha militato nelle file della Reggiana per due stagioni, intervallate da un breve prestito alla Reggina nel 1996, totalizzando 11 presenze. Nel 1998 è passato al Ravenna, con cui ha concluso la propria carriera da calciatore nel 1999.

### Dopo il ritiro
Nel 2002 ha fondato a Marsala la scuola calcio ASD Dribbling. Nella stagione 2007-2008 ha allenato il Marsala. Nelle successive due stagioni ha allenato la formazione Under-19 del Trapani. Nell'agosto 2011 è tornato ad allenare il Marsala. Nell'aprile 2012 ha rassegnato le proprie dimissioni. Il 4 giugno 2012 è diventato allenatore del Mazara. Il 1º novembre 2012 ha rassegnato le proprie dimissioni. Nell'agosto 2017 è diventato responsabile del settore giovanile del Marsala. L'11 settembre 2017 è entrato nello staff tecnico del Marsala con il ruolo di direttore tecnico, mantenendo anche il ruolo di responsabile del settore giovanile. Ha mantenuto entrambi gli incarichi fino al termine della stagione.

## Statistiche

### Presenze e reti nei club
| Stagione        | Squadra         | Campionato      | Campionato | Campionato | Coppe nazionali | Coppe nazionali | Coppe nazionali | Coppe continentali | Coppe continentali | Coppe continentali | Altre coppe | Altre coppe | Altre coppe | Totale | Totale | Totale |
| Stagione        | Squadra         | Comp            | Pres       | Reti       | Comp            | Pres            | Reti            | Comp               | Pres               | Reti               | Comp        | Pres        | Reti        | Pres   | Reti   |        |
| --------------- | --------------- | --------------- | ---------- | ---------- | --------------- | --------------- | --------------- | ------------------ | ------------------ | ------------------ | ----------- | ----------- | ----------- | ------ | ------ | ------ |
| 1986-1987       | Venezia         | C2              | 2          | 0          | CISC            | ?               | ?               | -                  | -                  | -                  | -           | -           | -           | 2+     | 0+     |        |
| 1987-1988       | Trapani         | C2              | 8          | 0          | CISC            | ?               | ?               | -                  | -                  | -                  | -           | -           | -           | 8+     | 0+     |        |
| 1988-1989       | Partinicaudace  | Int.            | 33         | 5          | CID             | ?               | ?               | -                  | -                  | -                  | -           | -           | -           | 33+    | 5+     |        |
| 1989-1990       | Trapani         | C2              | 19         | 1          | CISC            | ?               | ?               | -                  | -                  | -                  | -           | -           | -           | 19+    | 1+     |        |
| 1990-1991       | Trapani         | Int.            | 26         | 6          | CID             | ?               | ?               | -                  | -                  | -                  | -           | -           | -           | 26+    | 6+     |        |
| 1991-1992       | Trapani         | Int.            | 30         | 4          | CID             | ?               | ?               | -                  | -                  | -                  | -           | -           | -           | 30+    | 4+     |        |
| Totale Trapani  | Totale Trapani  | Totale Trapani  | 75         | 11         |                 | ?               | ?               |                    | -                  | -                  |             | -           | -           | 75+    | 11+    |        |
| 1992-1993       | Foggia          | A               | 15         | 2          | CI              | 1               | 0               | -                  | -                  | -                  | -           | -           | -           | 16     | 2      |        |
| 1993-1994       | Foggia          | A               | 24         | 1          | CI              | 4               | 0               | -                  | -                  | -                  | -           | -           | -           | 28     | 1      |        |
| 1994-1995       | Foggia          | A               | 16         | 1          | CI              | 5               | 1               | -                  | -                  | -                  | -           | -           | -           | 21     | 2      |        |
| 1995-1996       | Foggia          | B               | 33         | 5          | CI              | 1               | 0               | -                  | -                  | -                  | CAI         | 1+          | 1+          | 35+    | 6+     |        |
| Totale Foggia   | Totale Foggia   | Totale Foggia   | 88         | 9          |                 | 11              | 1               |                    | -                  | -                  |             | 1+          | 1+          | 100+   | 11+    |        |
| 1996-1997       | Reggiana        | A               | 5          | 0          | CI              | 1               | 0               | -                  | -                  | -                  | -           | -           | -           | 6      | 0      |        |
| 1997-1998       | Reggiana        | B               | 5          | 0          | CI              | 0               | 0               | -                  | -                  | -                  | -           | -           | -           | 5      | 0      |        |
| Totale Reggiana | Totale Reggiana | Totale Reggiana | 10         | 0          |                 | 1               | 0               |                    | -                  | -                  |             | -           | -           | 11     | 0      |        |
| 1998-1999       | Ravenna         | B               | 16         | 0          | CI              | 4               | 0               | -                  | -                  | -                  | -           | -           | -           | 20     | 0      |        |
| Totale carriera | Totale carriera | Totale carriera | 232        | 25         |                 | 16+             | 1+              |                    | -                  | -                  |             | 1+          | 1+          | 249+   | 27+    |        |